# Nallachius loxanus
Nallachius loxanus is een insect uit de familie van de Dilaridae, die tot de orde netvleugeligen (Neuroptera) behoort. 
Nallachius loxanus is voor het eerst wetenschappelijk beschreven door Navás in 1911.